# Малий Шатле

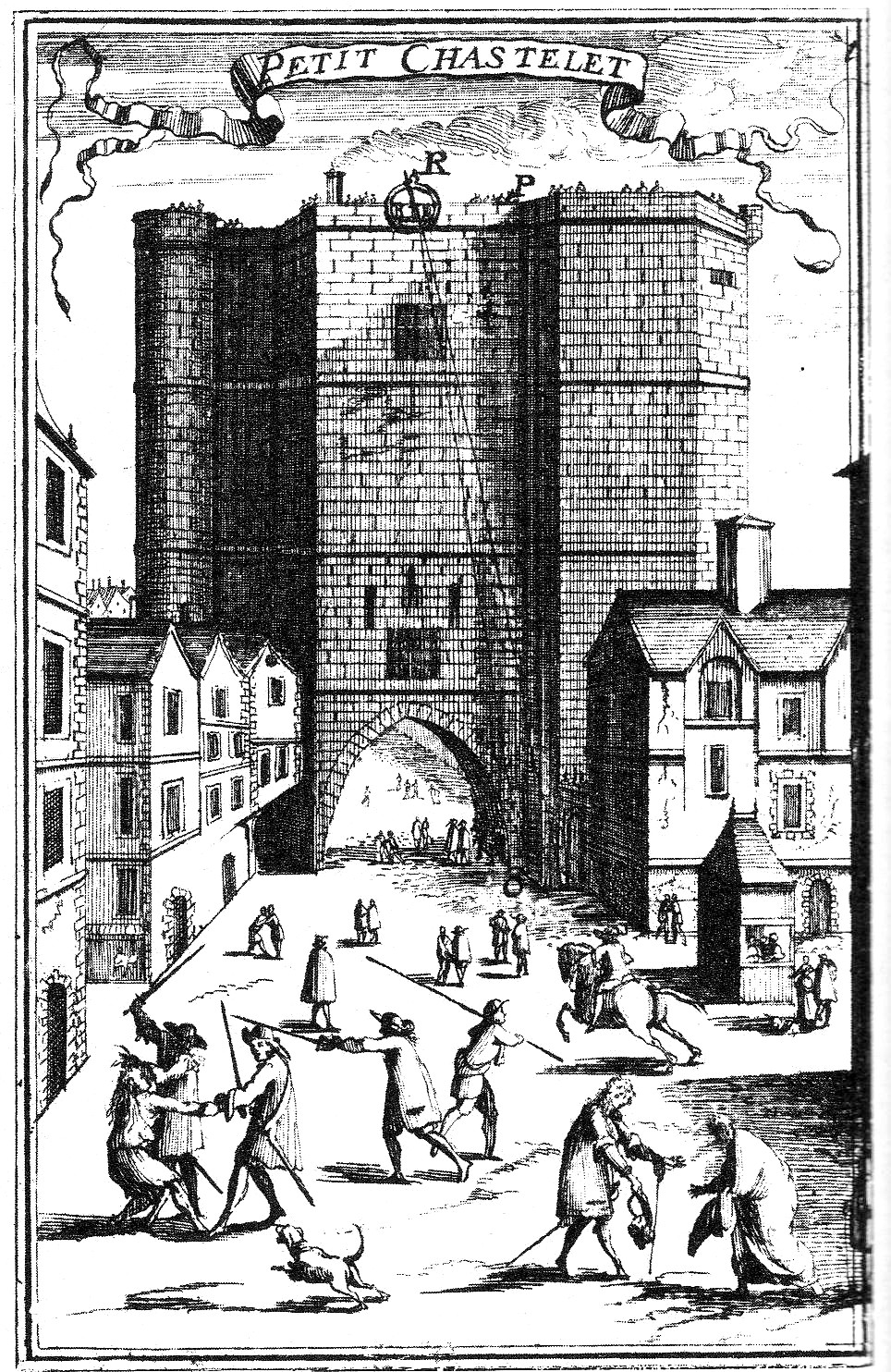
Малий Шатле, 1650 рік

48°51′13″ пн. ш. 2°20′39″ сх. д. / 48.8536785° пн. ш. 2.3441902° сх. д.
Мали́й Шатле́ (фр. Petit Châtelet) — замок в Парижі, побудований наприкінці IX століття для охорони Малого мосту, прокладеного через ріку Сену у південній частині острова Сіте. В теперішній час на місці Малого Шатле знаходиться Площа Малого мосту (Place du Petit-Pont, V округ Парижа).

## Історія
Замок Малий Шатле являв собою дві фортечні вежі, що обрамовували і захищали браму, яка вела до Малого мосту. Закладений в лютому 886 року, він будувався одночасно з Великим Шатле — більшою фортецею у північній частині Сіте. Обидва замки виконували стратегічну функцію охорони переправ на острів Сіте (центр столиці Франції) з берегів Сени, що стало особливо актуальним після набігів на Париж норманів в листопаді 885 року.
Малий Шатле перебудовувався у 1130 році, за короля Людовика VI. Після зруйнування 20 грудня 1296 року при повені на Сені (тоді ж був зруйнований і Малий міст), замок був відбудований у 1369 році королем Карлом V, який влаштував в ньому державну в'язницю. Невдовзі, своїм наказом від 27 січня 1382 року король Карл VI передав Малий Шатле в управління паризькому прево, але замок залишився державною в'язницею. 14 листопада 1591 року, в часи протистояння у Франції Католицької ліги і королівської влади, в Малому Шатле були ув'язнені голова Паризького парламенту Барнабі Бріссон, радники Клод Лорше і Тардіф, запідозрені в прихильності до королівської партії.
В'язниця у Малому Шатле був закрита королівським указом від 22 квітня 1769 року, а сама будівля була зруйнована у 1782 році за участі великої кількості парижан. В'язні з Малого Шатле були переведені до в'язниці Ла-Фрос.